# 3A busz (Miskolc)
A miskolci 3A jelzésű autóbuszjárat a Repülőtér/BOSCH és Martinkertváros kapcsolatát látja el.

## Története
- 1996. június 1.–2006. december 22.: Búza tér – Berzsenyi Dániel utca
- 2007. január 1.–2015. május 31.: Búza tér – Balaton utca (Martinkertváros)
- 2015. június 15.–2021. augusztus 31.: Búza tér – Berzsenyi Dániel utca
- 2021. szeptember 1. – 2022. december 12.: Repülőtér/Bosch – Berzsenyi Dániel utca
- 2022. december 13. - 2022. december 24.: Búza tér – Berzsenyi Dániel utca
- 2022. december 25.: Repülőtér/Bosch – Berzsenyi Dániel utca

Az 1960-as években is volt 3A jelzéssel betétjárat, ez később 23-as jelzéssel közlekedett tovább, 1977-től a Tiszai pályaudvarig. A 2007-es átszervezés után olvasztották be az időközben újraindult 3A jelzésű járatba, csakúgy, mint a rövid életű 3B jelzésűt.
2020. szeptember 13-tól részlegesen új útvonalon közlekedett az Y híd építési munkálatai miatt (Búza tér - Selyemrét - Tiszai pályaudvar).
2021. május 16-tól az Y híd további munkálatai miatt ismételten változott az útvonala (Búza tér - Tiszai pályaudvar - Szinva utca - Fonoda utca - Csokonai Vitéz Mihály utca).
2021. szeptember 1-től Búza tér helyett a Repülőtér/BOSCH végállomásig közlekedett.
2022. december 13-tól újra az Y-híd előtti útvonalán közlekedett, valamint újra a Búza tértől indult.
2022. december 25-től utaskérésre újra Repülőtér/BOSCH - Berzsenyi D. utca útvonalon közlekedik a Tiszai pályaudvar érintésével, valamint Berzsenyi D. utca irányába is érinti a Szinvapark megállóhelyet.
A két végállomás közti távot kb. 30 perc alatt teszi meg, 2022 augusztusától leginkább az új BYD elektromos szóló buszokkal közlekedik, de előfordulnak még a MAN CNG szóló autóbuszok is. 2009 júniusától egyes megállók neve megváltozott.

## Igény szerinti közlekedés
2013. május 13-án többletjáratok biztosításával elindult az igény szerinti közlekedés az MVK zrt. 3A-s autóbusz járatán is. így 2 órával nőtt az üzemidő. Az igény szerinti járatokkal utazni szándékozók a járat iránti igényüket indulás előtt legkevesebb 30 perccel előbb jelezzék az ingyenesen hívható (06) 80/296-890-es telefonszámon vagy az MVK Zrt. honlapján (www.mvkzrt.hu) az Igénybejelentés gombra kattintva.
A következő járatok vehetők igénybe szándék szerint minden nap:
| Búza tér | Balaton u. |
| -------- | ---------- |
| 20:58    | 21:10      |
| 21:28    | 21:40      |

## Követési ideje
Hétköznap csúcsidőben negyed óránként,csúcsidőn kívül 30-60 percenként közlekedik,hétvégén reggel fél óránként,többi időszakban óránként közlekedik.

## Útvonala
| Repülőtér/BOSCH – Berzsenyi Dániel utca | Berzsenyi Dániel utca – Repülőtér/BOSCH |
| --- | --- |
| - Repülőtér/BOSCH - Szentpéteri kapu - Huba utca - Kassai utca - Levente vezér utca - Huszár utca - Szeles utca - Király utca - Vörösmarty Mihály utca - Pfaff Ferenc utca - Kisfaludy Károly utca - Gyöngyösi István utca - Forgács Antal utca - Iskola tér - Forgács Antal utca - Régész utca - Velence utca - Balaton utca - Kisfaludy Károly utca - Berzsenyi Dániel utca vá. | - Berzsenyi Dániel utca vá. - Kisfaludy Károly utca - Alföldi utca - Csokonai Vitéz Mihály utca - Kisfaludy Károly utca - Pfaff Ferenc utca - Vörösmarty Mihály utca - Király utca - Ady Endre utca - Szeles utca - Huszár utca - Levente vezér utca - Kassai utca - Huba utca - Szentpéteri kapu - Repülőtér/BOSCH |

## Megállóhelyei
| 0  | Repülőtér/Bosch végállomás       | 30 | 8, 12, 14, 20, 24, 36, 54, 240                                    |                                                                                                   |
| 1  | Napsugár otthon                  | 29 | 12, 14, 20, 24, 36, 54                                            |                                                                                                   |
| 3  | Megyei kórház                    | 27 | 12, 14, 20, 24, 36, 54                                            |                                                                                                   |
| 6  | Kassai utca                      | 24 | 24                                                                |                                                                                                   |
| 8  | Bulcsú utca                      | 22 | 24                                                                |                                                                                                   |
| 9  | Búza tér                         | 20 | 3, 4, 7, 11, 20, 20A, 20B, 24, 28, 32, 43, 44, 45, 101B Volánbusz | Búza téri távolsági és helyközi buszállomás, Belváros, Miskolc Plaza, Megyei Rendőr-főkapitányság |
| 11 | Szinvapark                       | 17 | 12, 20, 20A, 24, 28, 32, 24, 35, 43, 44, 45, Auchan 1             |                                                                                                   |
| 13 | Vörösmarty városrész             | ∫  | 21, 24, 32, 45, Auchan 1                                          |                                                                                                   |
| 15 | Vízügyi Igazgatóság              | 14 | 4, 21, 30, 31, Auchan 1                                           |                                                                                                   |
| 17 | Tiszai pályaudvar                | 8  | 1, 3, 8, 21, 30, 31, 101B 1, 1A, 2                                |                                                                                                   |
| 17 | Tiszai pályaudvar                | 11 | 1, 3, 8, 21, 30, 31, 101B 1, 1A, 2                                |                                                                                                   |
| 19 | Y-híd                            | 9  | 3                                                                 |                                                                                                   |
| 20 | Balassa utca                     | ∫  | 3                                                                 |                                                                                                   |
| 21 | Iskola tér                       | ∫  |                                                                   |                                                                                                   |
| 23 | Bornemissza utca                 | ∫  |                                                                   |                                                                                                   |
| 24 | Velence utca                     | ∫  |                                                                   |                                                                                                   |
| ∫  | MVSC sportpálya                  | 7  |                                                                   | Miskolci Vasutas Sport Club                                                                       |
| ∫  | Csokonai Vitéz Mihály utca       | 5  |                                                                   |                                                                                                   |
| ∫  | Orvosi rendelő                   | 3  |                                                                   | Orvosi rendelő                                                                                    |
| ∫  | Alföldi utca                     | 1  |                                                                   |                                                                                                   |
| 26 | Balaton utca                     | ∫  | 3                                                                 | Martinkertváros                                                                                   |
| 28 | Berzsenyi Dániel utca végállomás | 0  | 3                                                                 |                                                                                                   |